# Copa Pelé 1991
La I Copa Mundial de Másters (conocida también como Copa Pelé 1991) fue la cuarta edición de la Copa Mundial de Másters. Por primera vez se celebró fuera de Brasil, este torneo se realizó en Miami, Estados Unidos y todos los partidos se jugaron en el Joe Robbie Stadium. Las selecciones que participaron fueron Alemania, Argentina, Brasil, Inglaterra, Italia y Uruguay (seis selecciones en total). Las bases del torneo consistían en dividir a los seis equipos en dos grupos de tres equipos cada uno, el primero de cada grupo jugaría la final para definir al campeón, mientras que el segundo de cada grupo definiría el tercer lugar. Lo curioso del torneo fue que no participó Estados Unidos, a pesar de que el torneo se realizó en dicho país. Al final Italia se quedaría con el tercer lugar al imponerse a Uruguay por 2 a 1; y en la final Brasil se impondría a la Argentina por 2 a 1.
Se otorgaban 2 puntos por partidos ganados, 1 punto por partidos empatados y 0 puntos por partidos perdidos.

## Resultados fase de grupos

### Grupo A
| Fecha               | Sede                      | Local    | Resultado | Visitante |
| ------------------- | ------------------------- | -------- | --------- | --------- |
| 19 de enero de 1991 | Joe Robbie Stadium, Miami | Alemania | 1 - 1     | Brasil    |
| 22 de enero de 1991 | Joe Robbie Stadium, Miami | Brasil   | 2 - 1     | Italia    |
| 24 de enero de 1991 | Joe Robbie Stadium, Miami | Alemania | 0 - 1     | Italia    |

#### Tabla de posiciones Grupo A
| Equipo   | Pts | PJ | PG | PE | PP | GF | GC | Dif |
| -------- | --- | -- | -- | -- | -- | -- | -- | --- |
| Brasil   | 3   | 2  | 1  | 1  | 0  | 3  | 2  | +1  |
| Italia   | 2   | 2  | 1  | 0  | 1  | 2  | 2  | 0   |
| Alemania | 1   | 2  | 0  | 1  | 1  | 1  | 2  | –1  |

### Grupo B
| Fecha               | Sede                      | Local      | Resultado | Visitante  |
| ------------------- | ------------------------- | ---------- | --------- | ---------- |
| 19 de enero de 1991 | Joe Robbie Stadium, Miami | Argentina  | 0 - 1     | Uruguay    |
| 22 de enero de 1991 | Joe Robbie Stadium, Miami | Argentina  | 5 - 2     | Inglaterra |
| 24 de enero de 1991 | Joe Robbie Stadium, Miami | Inglaterra | 2 - 1     | Uruguay    |

#### Tabla de posiciones Grupo B
| Equipo     | Pts | PJ | PG | PE | PP | GF | GC | Dif |
| ---------- | --- | -- | -- | -- | -- | -- | -- | --- |
| Argentina  | 2   | 2  | 1  | 0  | 1  | 5  | 3  | +2  |
| Uruguay    | 2   | 2  | 1  | 0  | 1  | 2  | 2  | 0   |
| Inglaterra | 2   | 2  | 1  | 0  | 1  | 4  | 6  | –2  |

## Tercer lugar
Al finalizar en la segunda posición en sus respectivos grupos Italia y Uruguay debieron jugar un partido extra para definir el tercer lugar, de acuerdo a las bases del torneo.
| Fecha               | Sede                      | Local  | Resultado | Visitante |
| ------------------- | ------------------------- | ------ | --------- | --------- |
| 27 de enero de 1991 | Joe Robbie Stadium, Miami | Italia | 2 - 1     | Uruguay   |

## Final
Al finalizar como líderes de sus respectivos grupos Brasil y Argentina debieron jugar un partido extra para definir al campeón, de acuerdo a las bases del torneo.
| Fecha               | Sede                      | Local     | Resultado | Visitante |
| ------------------- | ------------------------- | --------- | --------- | --------- |
| 27 de enero de 1991 | Joe Robbie Stadium, Miami | Argentina | 1 - 2     | Brasil    |

## Campeón
Campeón
Brasil
3.er título